# Fiorenzo Zanella
Fiorenzo Zanella (Padova, 30 agosto 1953) è un ex tiratore a segno italiano, più volte campione italiano e una volta mondiale nel bersaglio mobile.

## Carriera
È stato più volte, nel corso degli anni 70 e 80, campione italiano nella carabina, nella specialità bersaglio mobile e individuale. Nel 1977 vince la medaglia di bronzo agli Europei, stabilendo anche il primato italiano. L'anno successivo, a Seul, diventa campione del mondo a squadre nel bersaglio mobile, stabilendo il nuovo record italiano.
In incontri internazionali ha indossato la maglia azzurra in 21 occasioni.